# 대릴 머피
대릴 머피 (Daryl Murphy, 1983년 3월 15일 ~ )는 아일랜드의 전 축구 선수이다. 선수시절 포지션은 스트라이커였다.

## 수상 경력

### 클럽
워터퍼드 유나이티드
- 아일랜드 1부 리그: 2002-03

선덜랜드
- 풋볼 리그 챔피언십: 2006-07

뉴캐슬 유나이티드
- EFL 챔피언십: 2016-17

### 개인
- PFA 올해의 신인: 2004
- PFA 챔피언십 올해의 팀: 2014-15
- 풋볼 리그 챔피언십 득점왕: 2014-15